# Jimeta
Jimeta je grad u nigerijskoj saveznoj državi Adamawa. Leži na istoku države, na rijeci Benue, oko 50 km zapadno od granice s Kamerunom i 550 km istočno od Abuje. Ovo je područje među najtoplijima u Nigeriji, s temperaturama koje se penju i preko 40°C.
Jimeta postoji od 1955., nakon što je dvadeset godina bila u sastavu obližnje Yole. I danas su ova dva grada de facto jedan.
Prema popisu iz 1991., Jimeta ima 141.724 stanovnika.